# بير أرنبيرج
بير أرنبيرج (بالنرويجية البوكمول: Per Arneberg)‏ هو كاتب ومترجم وشاعر نرويجي، ولد في 4 يناير 1901، وتوفي في 9 أكتوبر 1981.